# Monte Lombernardo
Il Monte Lombernardo (1.467 m s.l.m., anche noto come Monte Cuguioun) è una montagna delle Alpi Cozie situata in provincia di Cuneo (Piemonte).

## Toponimo
Come altri toponimi simili legati a luoghi montani o collinari, Lombernardo non sarebbe legato a un nome di persona ma rimanderebbe invece ad un termine arcaico del quale si è perduto il significato e che è stato successivamente trasformato, per assonanza, nell'attuale toponimo.

## Caratteristiche

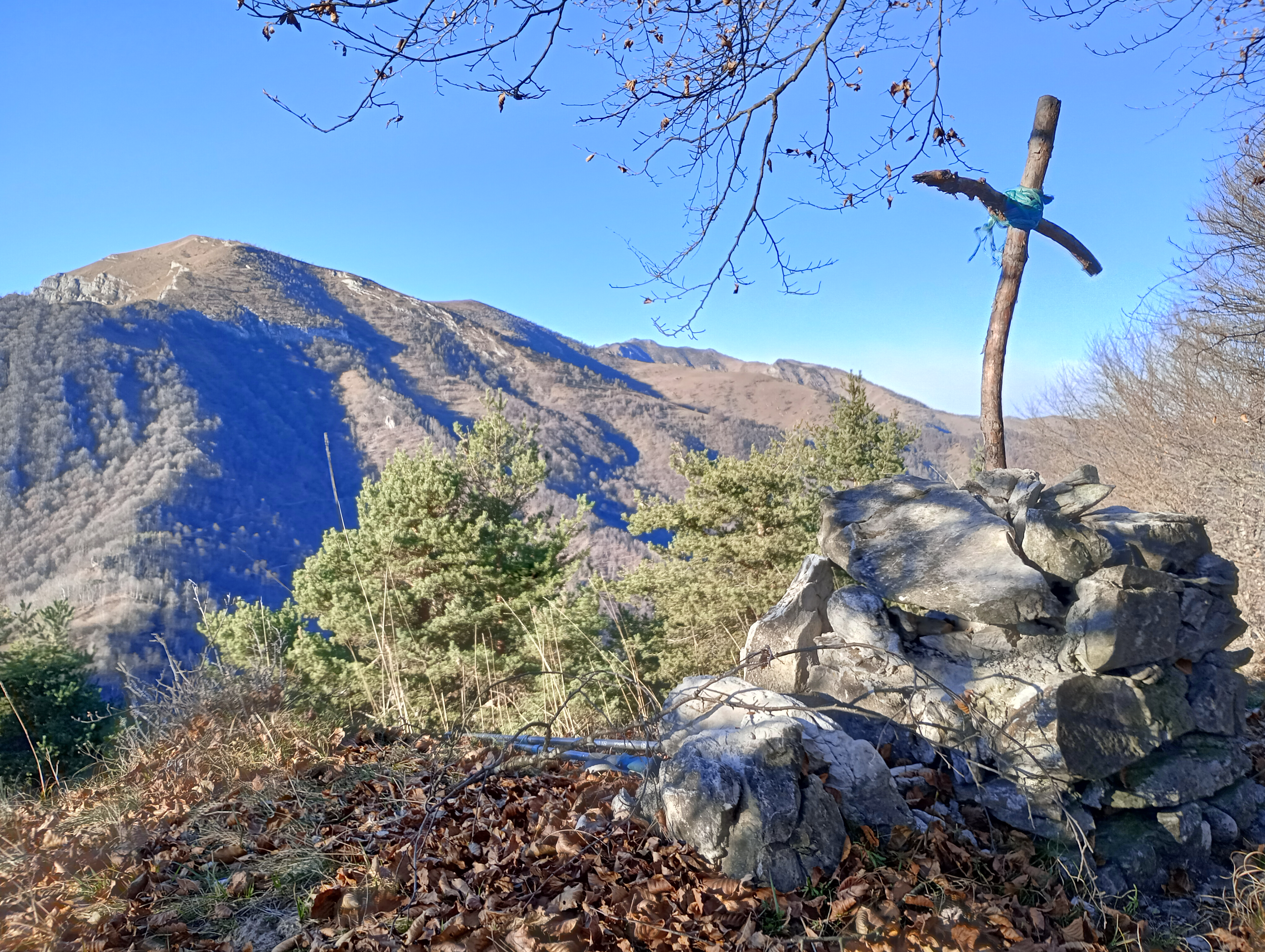
La croce di vetta

Il monte è situato sullo spartiacque tra valle Maira e valle Grana. Il crinale prosegue verso sud-ovest con Colle del Gerbido (1326 m), mentre nella direzione opposta poggia verso sud-est e, dopo un tratto nel quale l'altezza si mantiene al di sopra dei 1300 metri, perde quota fino ai 1250 m del Colletto Piossasco, risalendo poi fino alla Croce Praboccone. La zona è principalmente boscosa, con la faggeta che si alterna a bochi di conifere, anche se sul versante rivolto verso la Val Grana e nei pressi della cima si trovano alcune radure prative. Il punto culminante del Cuguioun è segnalato da una rustica croce di vetta sorretta da un ometto in pietrame.

## Geologia
Il Cuguioun è formato da rocce calceree dove non si rileva la presenza di fossili. La zona dove sorge la montagna è caratterizzata da dolomie, che in direzione del vicino Monte Teje si approfondiscono e vengono sovrastate da rocce di origine liassica. Non lontano dalla cima del monte, sul lato Val Maira, si trova una cavità naturale nota come Barma del Cuguioun, dello sviluppo longitudinale di una dozzina di metri. Il termine barma in piemontese significa cavità sotto roccia.

## Ascensione alla vetta

### Accesso estivo
L'accesso alla vetta è di tipo escursionistico, con difficoltà valutata in E, e partendo dal Colle del Gerbido raggiunge la cima del monte per tracce di passaggio non segnalate. A sua volta il colle è raggiungibile per strada sterrata partendo dalla borgata Tetti di Dronero o dalle frazioni a monte di Pradleves.

### Accesso invernale
La salita invernale al Monte Lombernardo con le ciaspole passando per il colle del Gerbido non presenta particolari difficoltà.

## Bibliografia

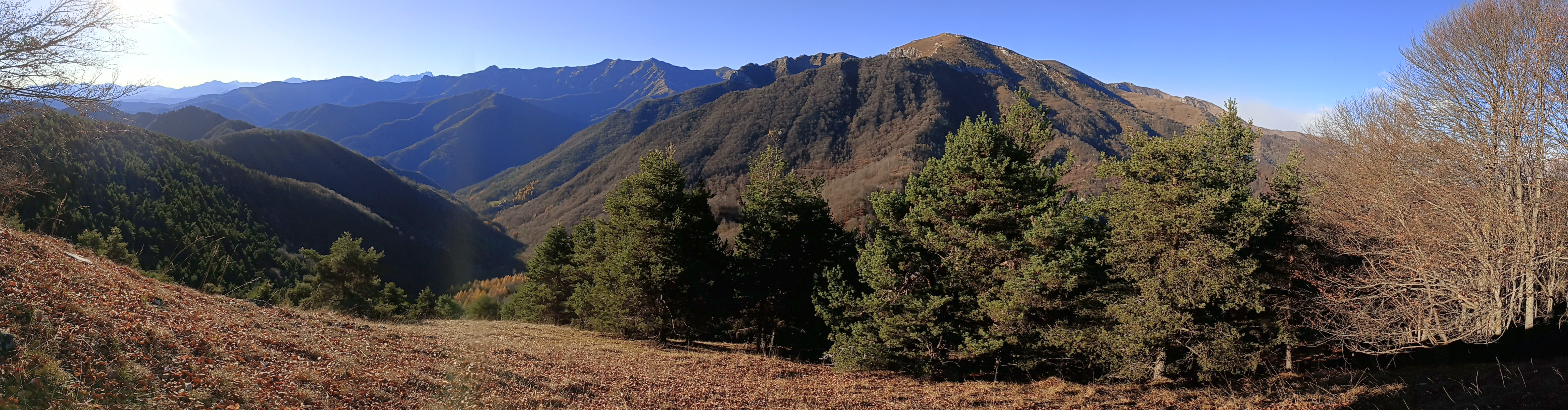
Vista dalla cima verso la Val Grana